# Ulundi
Ulundi was de hoofdstad van het voormalige Zuid-Afrikaans thuisland Kwazoeloe. Het maakt nu deel uit van de provincie KwaZoeloe-Natal. Van 1994 tot 2004 was het beurtelings met Pietermaritzburg de hoofdstad van de provincie. De binnenstad heeft 11.102 inwoners (1991) en heeft een vliegveld en enkele musea.
Ulundi is tevens een gemeente (officieel Ulundi Local Municipality) met 188.317 inwoners.

## Geschiedenis
Om zijn prestige te vergroten en aldus meer kans op de troon te maken, werd Eugène Bonaparte zoon van keizer Napoleon III der Fransen, aangemoedigd deel te nemen aan de Engelse expeditie naar Zoeloeland in februari 1879.
Aldaar werd hij op een verkenningstocht door de Zoeloes in een hinderlaag gelokt en bij Ulundi door 18 werpsperen gedood.
Op 4 juli 1879, tijdens de Zoeloe-oorlog, vielen 5000 Britten Ulundi (destijds de hoofdstad van de Zoeloes) aan onder aanvoering van Garnet Joseph Wolseley. De Zoeloes waren met ongeveer 20.000 man. Dit was een beslissende slag in de Zoeloe-oorlog. Ondanks hun numeriek overwicht, verloren de Zoeloes toch; 1500 van hen zouden gesneuveld zijn tijdens die veldslag. De macht van de Zoeloes was toen gebroken. Een maand later namen de Britten de Zoeloekoning gevangen en was de oorlog ten einde.

## Indeling
Het nationaal instituut voor de statistiek, Stats SA, deelt sinds de census 2011 deze gemeente in in 137 zogenaamde hoofdplaatsen (main place):
Babanango • Basamlilo A • Basamlilo B • Bayeni • Bhokweni A • Bhokweni B • Cengeni • Ceza • Cinseni • Cisholo • Dindi A • Dindi B • Dlabane • Dlebe A • Dlebe B • Dumaneni • Dwarsrivier • Ekudubekeni • Ekuthuthukeni • Emakhalathini • Emakhalathini A • Emakhalathini B • Emantungwini • Emkhalaqude • Endlovana • Esikhwebezane • Ezidwadweni • Ezihlabeni • Ezikhumbeni • Ezingqaqeni • Folose • Gazini • Godlankomo • Goje • Goqo • Gqalabeni • Hlengile • Hlophenkulu • Insukaze • iThaka • Izihlalo A • Jikaza • KwaGodlankomo • KwaLiphondo • KwaMbambo A • KwaMbambo B • KwaNcwane • KwaThulwane • Kweyezulu A • Kweyezulu B • KweYezulu C • KweZibomvu • Langakazi A • Langakazi B • Langfontein • Mabedlana A • Mabedlana B • Madakwadunuse • Mahlabatini • Makhosini • Mame • Manekwane • Maqwatha • Mavulusha • Mbambankunzi • Mbanda A • Mbanda B • Mbanda C • Mbilane • Mbilane A • Mbotsheni • Mbudle • Mbuzikazi A • Mbuzikazi B • Mganimbobo A • Mganimbobo B • Mhlahlane A • Mhlahlane B • Mhlangandlovu • Mkhazane • Mlovu A • Mlovu B • Mpembeni • Mpisini • Mpunga • Mpungamhlophe • Mpungose • Mthinzima • Mthonjeni • Ncemaneni • Ncwebeba • Ngwebu • Nhlazatshe • Njojo A • Njojo B • Nkonjeni • Nomdiya • Nsukaze A • Nsukaze B • Ntabankulu • Ntamamhlophe • Ntandakuwela A • Ntandakuwela B • Ntendeka • Ntontiyane • Ogedleni • Okhukho A • Okhukho B • Ombimbini • Othini • Qubeni A • Qubeni B • Qunyaneni • Qwasha • Sangoyane A • Sangoyane B • Shumayeleni • Sibomvu • Sidakeni • Silanda • Simelane • Siphethu A • Siphethu B • Siphina • Sishili A • Sishili B • Thokoza • Ulundi • Ulundi NU • Vezunyawo • Vryheid • Vuthela • Vuthele • Xasana • Xolo • Xwayisane • Zembeni.